# Cambarus subterraneus
Espèce
Statut de conservation UICN

 CR B1ab(iii)+2ab(iii) : 
En danger critique
Cambarus subterraneus est une espèce d'écrevisse, appartenant à la famille des Cambaridae. Elle est endémique des États-Unis. Elle aurait été trouvée dans seulement trois grottes situées dans le comté du Delaware en Oklahoma.